# Tadateru Ōmoto
Tadateru Ōmoto (jap. 大本 忠輝, Ōmoto Tadateru; * 6. April 1969 in der Präfektur Kanagawa) ist ein ehemaliger japanischer Fußballspieler.

## Karriere
Ōmoto erlernte das Fußballspielen in der Schulmannschaft der Asahi High School und der Universitätsmannschaft der Aoyama-Gakuin-Universität. Seinen ersten Vertrag unterschrieb er bei Fujita Industries (Bellmare Hiratsuka). Der Verein spielte in der Japan Soccer League. 1993 wurde er mit dem Verein Meister der Japan Football League und stieg in die J1 League auf. 1994 gewann er mit dem Verein den Kaiserpokal. Ende 1996 beendete er seine Karriere als Fußballspieler.

## Erfolge
Bellmare Hiratsuka
- Kaiserpokal

Sieger: 1994